# Strakonice
Strakonice là một thị trấn thuộc huyện Strakonice, vùng Jihočeský, Cộng hòa Séc.